# سیبلدینگن
سیبلدینگن (به آلمانی: Siebeldingen) یک شهر در آلمان است که در زودلیشه واینشتراسه واقع شده‌است. سیبلدینگن ۱٬۰۲۳ نفر جمعیت دارد.